# Березовцы (Молодечненский район)
Березовцы (бел. Бяро́заўцы) — деревня в Молодечненском районе Минской области Беларуси. Входит в состав Хожовского сельсовета.

## География
Ближайшие населённые пункты Броды, Васьковцы и др.
Недалеко пролегает дорога Н-9091.

## История
С 1904 года Городокской волости Вилейского уезда Виленской губернии.
В 1921—1945 годах деревня в составе гмины Городок Вилейского повета, позже в составе (1927) Молодечненского повета Виленского воеводства Польской Республики.
До 2013 года деревня входила в состав Холхловского сельсовета.

## Население

### Численность
- 2019 год — 19 жителей

### Динамика
- 1921 год — 305 жителей, 54 дворов[7]
- 1931 год — 314 жителей, 60 дворов[8]
- 1999 год — 66 жителей (перепись населения)
- 2009 год — 32 жителей (перепись населения)[3]
- 2019 год — 19 жителей (перепись населения)